# Józef Borejko
Józef Borejko SJ (ur. w 1729 w Wilnie, zm. 6 lutego 1765 tamże) – jezuita, pedagog, retoryk, prefekt studiów w Collegium Nobilium jezuitów w Wilnie. W zakonie jezuitów od 1744; przez około 10 lat wykładał retorykę w jezuickich kolegiach na Litwie. Autor dzieła Nauka o krasomówstwie z ksiąg M.T. Cycerona na polski język wytłumaczona (Wilno 1763). Dzieło to uchodzi za jedno z cenniejszych prac pedagogicznych w Polsce przedrozbiorowej.

## Literatura dodatkowa
- Stanisław Bednarski T.J.: Boreyko Jozef. W: Polski Słownik Biograficzny. T. 2: Beyzym Jan – Brownsford Marja. Kraków: Polska Akademia Umiejętności – Skład Główny w Księgarniach Gebethnera i Wolffa, 1936, s. 325. Reprint: Zakład Narodowy im. Ossolińskich, Kraków 1989, ISBN 83-04-03291-0